# اسکیپتون آن سویل
اسکیپتون آن سویل (به انگلیسی: Skipton-on-Swale) یک روستا و محله مدنی در بریتانیا است که در Hambleton واقع شده‌است.